# 逸見万壽丸
逸見万寿丸 源清重（へんみまんじゅまる みなもときよしげ、1321年 - 1378年）は南北朝時代の豪族。正平年間（1346-1369）に紀伊国日高郡矢田庄の領主となった。領内の神社や寺を整備し、後に能『道成寺』や歌舞伎『京鹿子娘道成寺』の題材となる、道成寺の二代目釣鐘を寄進し、銘文にその名を刻んでいる。
『大日本国法華験記』や『今昔物語集』の説話によれば、道成寺の初代釣鐘は平安時代に安珍・清姫の事件で焼けて埋められたとされる。万壽丸は平安から南北朝まで400年にわたり存在しなかった鐘を再興したことになる。その再興の鐘供養に清姫の亡霊が白拍子となって現れたという筋で、能『道成寺』や歌舞伎『京鹿子娘道成寺』などの道成寺物と呼ばれる古典芸能の作品群が作られた。
道成寺本堂の北面に祀られている秘仏千手観世音菩薩（重要文化財、像高341cm）も本堂再建と同時に造像されたとされ、万寿丸以外に施主が想定できないと推測されている。
2021年（令和3年）に生誕700年を迎えることから、「道成寺物の釣鐘を作った人物」として顕彰する「逸見万壽丸生誕七百年を祝う会」（万寿会）が創設された。